# Карл X Густав
Карл X Густа́в (швед. Karl X Gustav; 8 ноября 1622, Нючёпинг — 13 февраля 1660, Гётеборг) — второй пфальцграф Пфальц-Клебургский (1652—1654), первый король Швеции из Пфальц-Цвейбрюкенской династии, правивший в 1654—1660 годах.

## Биография
Карл X Густав был сыном клебургского пфальцграфа Иоганна Казимира и его супруги Катарины, дочери короля Карла IX.
Рос в Стегенборгском замке, куда часто наведывалась будущая королева Кристина, приходившаяся ему кузиной. Он получил хорошее образование, владел немецким, французским и латинским языками. Некоторое время учился в Уппсальском университете. В 1638 году предпринял учебную поездку за границу, из которой вернулся осенью 1640 года.
В 1642 году Карл Густав прибыл к шведской армии в Германию, которой командовал Леннарт Торстенссон, и сразу же неплохо проявил себя в битве при Брейтенфельде. Через год был произведён в поручики.
К концу 1643 года он был уже полковником Курляндского кавалерийского полка, а в 1645 году участвовал в сражении при Янкове. 17 февраля 1647 года по настоянию королевы Кристины назначен главнокомандующим шведской армией в Германии.
Весной 1649 года Карл Густав был провозглашён престолонаследником. 6 июня 1654 года королева Кристина отреклась от престола, и в тот же день Карл Густав был коронован в качестве нового короля.
Его первой задачей стало улучшение государственных финансов, подорванных предыдущим правлением. В связи с этим он провёл так называемую четвертную редукцию, по которой дворянство должно было вернуть казне четверть всех дарений, полученных им после смерти Густава II Адольфа.
В июле 1655 года король начал длительную и изнурительную войну с Польшей, из которой не выйдет до самой своей смерти. Швеция, находящаяся на волне общего подъёма своего могущества в Северной Европе, стремилась превратить Балтийское море в своё «внутреннее озеро». Поводом для начала войны стало то, что польский король Ян II Казимир, сын свергнутого короля Швеции Сигизмунда I, начал заявлять права на шведский престол. В то же время многие польские магнаты, а затем и литовские, начали тайные переговоры со Стокгольмом об избрании Карла X Густава на польский трон. Это позволило ему рассчитывать на скорую победу и политическую поддержку в Польше. Шведские войска, двигаясь с севера на юг, так быстро взяли Варшаву, Краков и ряд других более мелких польских городов, что в историю эти события вошли как «шведский потоп» или просто «Потоп».
К концу 1655 года положение Речи Посполитой было катастрофическим: регулярное войско капитулировало, а польский король Ян Казимир бежал в Священную Римскую империю, во владение Габсбургов. Ослабленная восстанием Богдана Хмельницкого и войной с Русским царством, Польша вести войну на два фронта более не могла, и поэтому польский король обратился к России с предложением перемирия и переговоров о мире и новых границах. Ему удалось склонить Русское царство вступить в войну со Швецией, чтобы не допустить её усиления и попытаться пересмотреть итоги Русско-шведской войны 1610—1617 гг..
В октябре 1655 года великий гетман Литовский Януш Радзивилл заключил с Карлом Х Густавом Кейданский договор, по которому признал власть Швеции над Великим княжеством Литовским. Этим были сведены на нет все военные успехи русско-казацких сил в Великом княжестве Литовском, что неизбежно втягивало Русское царство в конфликт со Швецией. Ввиду реальной опасности столкновения с объединёнными литовско-шведскими войсками, царь Алексей Михайлович в мае 1656 года решил нанести упреждающий удар по шведам. К тому времени шведская экспансия на земли Речи Посполитой происходила с переменным успехом. Война Швеции с Россией окончилась Кардисским мирным договором 1661 года. Московскому царству не удалось вернуть земли в Балтии, утраченные по Столбовскому мирному договору 1618 года. Территории, завоёванные в годы войны, были возвращены Швеции.
25 июня 1656 года Карл Х Густав и курфюрст Бранденбурга Фридрих Вильгельм заключили военный альянс против Речи Посполитой, согласно которому Брандебургу передавались в наследственное владение Познанское, Калишское, Серадзское и Ленчицкое воеводства, а также Вармия и Велюнская землю. Бранденбургские гарнизоны были введены в эти воеводства, а шведские гарнизоны их покинули.
В декабре 1656 шведский король заключил Раднотский договор с гетманом Запорожской Сечи Богданом Хмельницким и седмиградским князем Дьёрдем Ракоци. Согласно ему, Речь Посполитая должна была исчезнуть с политической карты Европы и подвергнуться разделу между союзниками. Дьёрдь II Ракоци должен был получить южные польские территории, преимущественно Малопольшу (включая Краков), должен был получить титул короля Речи Посполитой, Карл X Густав — Королевскую Пруссию, Куявы, северную Мазовию, Жемайтию, Курляндию и Инфланты, Фридрих-Вильгельм — Великопольшу, Богуслав Радзивилл — Новогродщину (ныне Белоруссия), а Богдан Хмельницкий — юго-восточные части Коронных земель Польши. Хмельницкий отправил на помощь шведам 10-тысячный казацкий экспедиционный корпус под командованием полковника Антона Ждановича.
Войска союзников провели успешную военную кампанию на территории Речи Посполитой (были захвачены Краков и Варшава), и при этом беспощадно грабили всё вокруг по мере своего продвижения в глубь польской территории. Однако к лету 1657 года ход польской кампании для Швеции резко изменилcя в худшую сторону. В войну против неё вступил император Священной Римской империи Леопольд I, и австрийские войска вошли на территорию Речи Посполитой. Также войну против Швеции начала Дания, которая вознамерилась вернуть утраченные 12 лет назад земли. Ракоци оказался неспособным полководцем и политиком, в июле 1657 года его войска потерпели  под Магеровым сокрушительное поражение, позже отступая в Трансильванию, они под Скалатом попали под удар крымской орды, были окружены и захвачены в плен, а сам князь чудом выжил, прорвался и вернулся домой. Запорожцы после неудачной битвы под Магеровом разошлись по домам. Военные поражения стали тяжёлым психологическим ударом для гетмана Богдана Хмельницкого и способствовали развитию его инсульта, от которого он и умер. В сентябре 1657 Карла Х предал его союзник бранденбургский курфюрст, переметнувшийся на сторону врагов.
В октябре 1657 года Карл Густав заключил с гетманом Запорожской Сечи Иваном Выговским союзнический договор в Корсуне. По условиям договора шведский король обязывался добиваться признания Речью Посполитой независимости Гетманщины, а западноукраинские земли, которые находились под властью Речи Посполитой, должны были войти в состав Гетманщины. Однако сложная внешняя и внутриполитическая ситуации не позволили ему реализовать условия Корсуньского договора.
После объявления в мае 1657 года Данией войны Швеции Карл Густав, оказавшись перед лицом многочисленных противников, был вынужден отказаться от планов раздела Польши и через Шлезвиг-Гольштейн двинул свои войска на Данию. Воспользовавшись тем, что Бельты замёрзли, шведские войска во главе с королём по льду перешли проливы, заняли о. Фюн и появились в Зеландии. Датчане запросили мира, который был подписан в начале 1658 года в Роскилле. Швеция получила Сконе, Блекинге, Халланд, о. Борнхольм и норвежскую область Тронхейм.
Однако мир длился недолго. Дания была недовольна слишком тяжёлыми условиями мира, а Карл Густав посчитал, что упустил возможность окончательно разгромить старого соперника. Осенью 1658 года он, нарушив мир, напал на Данию и осадил Копенгаген. Жители датской столицы все как один встали на защиту города, а 29 октября 1658 года пришедший на помощь датчанам голландский флот нанёс в Эресунне поражение шведскому. После того как весной 1659 года к городу подошёл второй голландский флот под командованием адмирала де Рюйтера, перерезавший шведам линии снабжения, им пришлось окончательно снять осаду.
В 1659 и 1660 годах шведы и датчане активных боевых действий не вели, а через англо-французских посредников выясняли условия мирного соглашения. По Копенгагенскому миру 1660 года Швеция была вынуждена вернуть Дании Борнхольм и Тронхейм. Согласно же условиям Оливского мирного договора, заключённого в этом же году, границы между Польшей и Швецией оставались прежними, однако польская ветвь династии Васа отказывалась от своих притязаний на шведскую корону и признавала шведское владычество над Лифляндией и Эстляндией.
11 января 1660 года, присутствуя в Гётеборге на похоронах члена риксрода Кристера Бунде, король простудился. Доктора констатировали, что у него воспаление лёгких, однако он продолжал работать. Тем временем его здоровье всё ухудшалось. 10 февраля он исповедался и получил отпущение грехов. В ночь с 12 на 13 февраля 1660 года Карл X Густав умер.
В мае того же года его наследник Карл XI подписал Оливский мир с Речью Посполитой, Священной Римской империей и Брандербург-Пруссией, а также Копенгагенский мир с Данией. В результате войны Шведская империя получила земли в южной Балтике, а Пруссия — независимость от короны Речи Посполитой. В общем, участники войны с обеих сторон вернулись на позиции, которые занимали до Потопа.

## Семья
24 октября 1654 года женился на дочери герцога Фридриха III Шлезвиг-Гольштейн-Готторпского Хедвиге Элеоноре (1636—1715). От этого брака родился лишь один ребёнок — будущий король Карл XI.
От любовницы Мерты Аллерц у Карла X был незаконнорождённый сын граф Густав Карлсон.

## Памятники
В Мальмё, являющемся административным центром лена Сконе, установлена конная статуя Карла X Густава, отвоевавшего провинцию у датчан. Согласно легенде, при установке памятника встал вопрос, в какую сторону он должен быть направлен лицом. Если бы король был обращён к Дании, то это было бы слишком воинственно, а если лицом к Швеции, то нелогично, поэтому памятник поставили боком к обеим странам.